# Carlos Agostinho do Rosário
Carlos Agostinho do Rosário (26 oktober 1954) is een Mozambikaanse politicus. Hij is lid van FRELIMO en was van januari 2015 tot maart 2022 premier van Mozambique.
Rosário werkte in de jaren zeventig als ambtenaar en was tussen 1987 en 1994 gouverneur van de provincie Zambezia. Later diende hij korte tijd als parlementslid in 1994 voordat hij minister van Landbouw en Visserij werd, welke functie hij tot 1999 bekleedde. Daarna werd hij een diplomaat in Azië; voorafgaand aan zijn benoeming als premier was Rosário ambassadeur in Indonesië.
In januari 2015 werd hij door president Filipe Nyusi benoemd tot premier van Mozambique. Dit ambt behield hij ruim zeven jaar, tot hij in maart 2022 door Nyusi ontslagen werd.